# Динкель, Филипп
Филипп Динкель (фр. Philippe Dinkel; род. 3 декабря 1956, Веве) — швейцарский пианист и музыкальный педагог.
Окончил Женевскую консерваторию (1979) по классу фортепиано Гарри Датинера, затем совершенствовал своё мастерство в Индианском университете у Альфонсо Монтесино и в Брюсселе у Паскаля Сигриста. Изучал также музыковедение в Женевском университете.
Выступал преимущественно как ансамблист в составе фортепианного трио Musiviva и вместе со струнным квартетом Sine Nomine, с последним записал фортепианный квинтет Op.81 Антонина Дворжака.
С 1982 года преподавал музыковедение, историю музыки и музыкальный анализ в Женевской консерватории, в 1992—2021 гг. её директор. Под руководством Динкеля консерватория пережила масштабные организационные трансформации, в ходе которых в 2009 году была преобразована в Женевскую Высшую школу музыки.